# Kongenery (chemia)
Kongenery (z łac. "tego samego rodzaju") – substancje chemiczne spokrewnione ze względu na budowę, strukturę lub funkcje.
Przykłady

Ogólny wzór strukturalny kongenerów PCB. Symbol "–(Cl)_{n}" oznacza obecność 1–5 atomów chloru w pierścieniach fenylowych w dowolnej aranżacji

- chemia organiczna: istnieje 209 kongenerów polichlorowanych bifenyli (PCB) różniących się liczbą i rozmieszczeniem atomów chloru
- chemia nieorganiczna: 
  - kongenerami pierwiastka grupy 11 układu okresowego miedzi są srebro i złoto
  - kongenerami są chlorek sodu i chlorek potasu